# Reinfried von Braunschweig
Reinfried von Braunschweig, auch Reinfrid oder Reinfrit, ist ein nur teilweise erhaltener, mittelalterlicher Versroman, der gegen Ende des 13. Jahrhunderts entstand. Da der Verlust Akkons in Vers 17980 erwähnt wird, ist das Werk nach 1291 entstanden. Andere Annahmen gehen von einer Entstehungszeit in der ersten Hälfte des 14. Jahrhunderts aus.
Die einzige erhaltene Handschrift befindet sich im Bestand der  Universitäts- und Forschungsbibliothek Erfurt/Gotha (Gotha, Cod. Memb. II 42). Sie besteht aus 163 Pergamentblättern im Format von 22,5 cm × 16,1 cm.
Der von Minne und Âventiure handelnde Roman umfasst 27.627 Verse. Der Text soll von einem unbekannten Schweizer
bzw. aus dem Bodenseeraum stammenden Autor verfasst worden sein.

## Handlung
Es handelt sich um ein zweiteiliges Werk, wobei die Verse 65–12658 eine Minne- und Werbungsgeschichte umfassen. Der jugendliche Herzog Reinfried umwirbt die dänische Prinzessin Yrkane. Als Preis für einen Turniersieg erhält er einen Kuss von ihr. Während einer Abenteuerfahrt Reinfrieds wird Yrkane von einem Ritter mit falschen Anschuldigungen verleumdet. Reinfried kehrt rechtzeitig zurück und besiegt diesen Ritter im Kampf. Reinfried entführt Yrkane vom Kampfplatz weg. Den sie verfolgenden Vater nimmt er gefangen, versöhnt sich jedoch mit ihm und hält erfolgreich um die Hand der dänischen Prinzessin an. Die Ehe bleibt allerdings über zehn Jahre ohne Kinder. Um einen Erben zu erhalten, muss Reinfried eine Kreuzfahrt ins Heilige Land unternehmen, wie ihm im Traum offenbart wird.
Es folgt in den Versen 12919–27627 der zweite Teil, eine Reise- und Heimkehrergeschichte. Reinfried übergibt die Herrschaft an seine Ehefrau und zieht mit 800 Rittern ins Heilige Land, wo er Heldentaten vollbringt und Jerusalem befreit. Den besiegten, zum Freund gewonnenen Perserkönig begleitet er weiter in den Orient. Dort trifft er auf menschliche Fabelwesen und Sirenen, kämpft gegen Amazonen und findet einen magnetischen Berg. Das Werk berichtet unter anderem von einem Kampf gegen eine Armee von „Kranichmenschen“, die auch im Versroman Herzog Ernst (Entstehungszeit um 1180) erwähnt werden.
Daheim hat Yrkane einen Knaben geboren, wovon Reinfried Nachricht erhält. Von den Herrschern des Orients geehrt und reich beschenkt, tritt er die abenteuerliche Heimreise an. Er kämpft gegen Räuber, erleidet Schiffbruch und strandet auf einer entfernten Insel. An dieser Stelle bricht der Text der Handschrift ab. Vermutlich ein Drittel des Gesamttextes fehlt.
Eine Interpretation des Reinfried ist, dass es sich um eine phantasievolle Rezeption der Orientfahrt Heinrichs des Löwen handelt.

## Übersetzung aus dem Mittelhochdeutschen
- Elisabeth Martschini (Hrsg.): Reinfried von Braunschweig. 3 Bände, Solivagus, Kiel 2018–2019.
  - Band I: Verse 1–6.834, ISBN 978-3-943025-34-7.
  - Band II: Verse 6.835–17.980, ISBN 978-3-943025-35-4.
  - Band III: Verse 17.981–27.627, ISBN 978-3-943025-36-1.